# Claudio Seyssel d'Aix e Sommariva
Claudio Seyssel d'Aix e di Sommariva (Torino, 10 dicembre 1799 – Torino, 28 marzo 1862) è stato un generale italiano, quinto marchese di Sommariva del Bosco e marchese di Aix.
Sposato con Elisabeth de Boutourlin, figlia del conte Dmitrij Petrovič Buturlin, senatore dell’Impero russo, dalla quale ebbe cinque figli. Nel corso della prima guerra d'indipendenza italiana si distinse nel corso delle battaglie di Patrengo, Santa Lucia e Goito, tanto da assumere il comando della 1ª Divisione del I Corpo d'armata, allora al comando del generale Eusebio Bava. Nonostante gli ordini precisi impartitigli dal Bava di difendere la posizione di Crotta, decise autonomamente di ritirarsi verso la piazzaforte di Piacenza, isolandosi dal resto dell'esercito piemontese. Per questo atto di insubordinazione dopo la firma dell'armistizio di Salasco fu sostituito dal generale Ardingo Trotti e non ricoprì più alcun comando di rilievo.

## Biografia
Nacque a Torino il 10 dicembre 1799 all'interno di una delle famiglie più antiche originarie della Savoia. Durante l'occupazione francese del Piemonte entrò nel Liceo Imperiale divenendo cadetto nel 1815. 
Dopo la restaurazione si arruolò nell'Armata Sarda, e nel 1816 fu nominato sottotenente del Reggimento Dragoni del Re, venendo poi promosso tenente. Si distinse durante i moti del 1821 a Genova, dove il 23 marzo riuscì a salvare dal linciaggio il governatore Giorgio Andrea Agnès des Geneys, rimanendo ferito e riuscendo quindi a raggiungere le truppe legittimiste del nuovo re Carlo Felice a Novara. Per questo fatto fu successivamente promosso capitano ed insignito del titolo di Cavaliere dell'Ordine dei Santi Maurizio e Lazzaro e di Cavaliere dell'Ordine militare di Savoia. Il 29 aprile 1831 fu nominato Gentiluomo di camera dal re Carlo Alberto di Savoia, di cui poi divenne Primo scudiero e aiutante di campo. Fu successivamente inviato in missione a Napoli, capitale del Regno delle Due Sicilie,  al fine di assicurare la buona riuscita del matrimonio fra il re Ferdinando II e la principessa è Maria Cristina di Savoia, figlia del re Vittorio Emanuele I, che ebbe buon esito con la reale celebrazione nel 1832.
Nel 1836 fu promosso tenente colonnello in forza al Reggimento Novara Cavalleria, e promosso colonnello rimase in servizio con quel reggimento sino al 1842 quando passò alla fanteria  come comandante il 6º Reggimento fanteria della Brigata Aosta.
Nel 1845 fu promosso maggior generale assumendo il comando della Brigata Aosta. Al comando di tale unità si distinse nel corso della prima guerra d'indipendenza italiana, combattendo a Sommacampagna nel corso della battaglia di Pastrengo (30 aprile) contro una brigata austriaca.
Immediatamente prima dell'inizi della battaglia di Santa Lucia (6 maggio), si trovava in posizione d'avanguardia a ridosso del villaggio, isolata dalla Brigata La Regina al comando del marchese Federico Millet d'Arvillars che doveva operare di concerto con la sua unità. Nonostante il mancato supporto della Brigata Regina guidò i suoi uomini alla conquista della posizione nemica.
Per essere intervenuto, il 30 maggio 1848, a supporto della Brigata Cuneo al comando del maggior generale Charles de Menthon-Lornay d'Aviernoz, nel corso della battaglia di Goito fu decorato con una medaglia d'argento al valor militare. Sostituì il marchese d'Arvillars al comando della 1ª Divisione, appartenente al I Corpo d'armata, forte di circa 5.400 uomini. Il generale Eusebio Bava, comandante del 1° Corpo d'armata, gli assegnò il compito di difendere la posizione di Crotta, ma, constatata la superiorità dell'artiglieria nemica, al comando del generale Thurn, decise di ripiegare verso Piacenza, nonostante le prime rimostranze del generale Bava. La sua divisione rimase così estranea agli eventi che colpirono re Carlo Alberto e l'esercito a Milano in quanto, disobbedendo agli ordini del suo comandante, che gli avevano imposto di difendere a ogni costo Crotta d'Adda, con un grave e palese atto di insubordinazione rispose al Bava che gli austriaci avevano varcato il ponte poiché da questi giudicato indifendibile dall'artiglieria. Cosicché si diresse con i suoi uomini su Piacenza e, una volta giuntovi, si pose agli ordini del generale conte Teodoro Cacherano di Bricherasio comandante la piazzaforte.
Venuto a conoscenza delle prime trattative fra Carlo Alberto e il feldmaresciallo Josef Radetzky, il generale Bricherasio decise di congedare i toscani sotto il suo comando e di trasferire la piazza di Piacenza sotto il controllo dell'Impero austriaco.  A seguito delle sue gravi insubordinazione nei riguardi del generale Bava venne rimosso dal suo incarico, sostituito con Ardingo Trotti, e non partecipò alla successiva campagna militare del 1849. Nominato Ufficiale dell'Ordine militare di Savoia il 26 maggio 1856, nel 1861 fu promosso tenente generale e l’anno seguente fu posto a riposo. Si spense a Torino il 28 marzo 1862.

### Annotazioni
1. ↑  La tradizione voleva che già un signore di Seyssel avesse ospitato il leggendario capostipite dei Savoia, Beroldo di Sassonia, e probabilmente al tempo della seconda crociata (1147-1150) un certo Pietro di Seyssel fu al seguito del conte Amedeo III di Savoia.
2. ↑  Tale divisione era formata dalle Brigate Aosta e La Regina.

### Fonti
1. 1 2 3 4 5 6 7 8  Ilari, Shamà 2008, p. 471.
2. 1 2 3  Di Pietrantonio 2020, p. 118.
3. 1 2 3 4 5 6  Di Pietrantonio 2020, p. 119.
4. ↑  Cigna, Villa 2018, p. 152.
5. 1 2 3 4 5 6  Di Pietrantonio 2020, p. 120.
6. 1 2 3  Di Pietrantonio 2020, p. 121.
7. ↑  Pieri 1962, pp. 255-256.
8. ↑   Ordine militare d'Italia Seyssel d'Aix e di Sommariva Claudio, su quirinale.it, Quirinale. URL consultato l'8 marzo 2021.